# فرودگاه بین‌المللی کونا
فرودگاه بین‌المللی کونا (به انگلیسی: Kona International Airport) یک فرودگاه همگانی بهره‌برداری هوایی (۲۰۰۷) با کد یاتا KOA است که یک باند فرود آسفالت دارد و طول باند آن ۳۳۵۳ متر است. این فرودگاه در کشور ایالات متحده آمریکا قرار دارد و در ارتفاع ۱۴ متری از سطح دریا واقع شده‌است.

## شرکت‌های هواپیمایی و مقصدهای پروازی

### مسافری

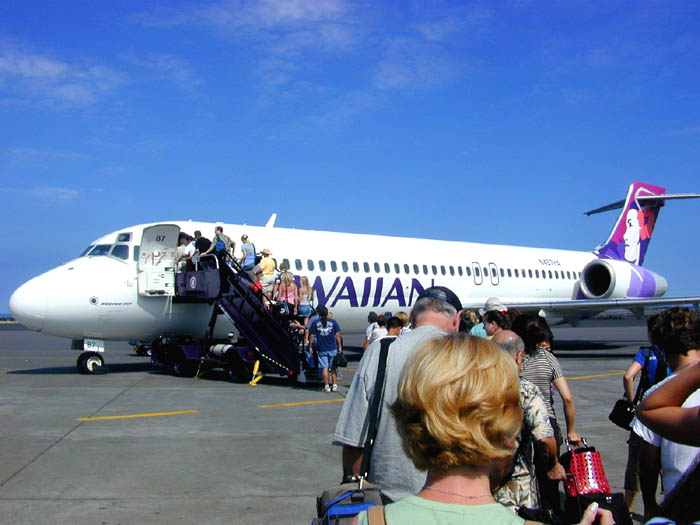
Passengers boarding a Hawaiian Airlines بوئینگ ۷۱۷

| شرکت‌های هواپیمایی                            | مقصدهای پروازی                                                                      |
| -------------------------------------------- | ----------------------------------------------------------------------------------- |
| ایر کانادا روژ                               | فصلی: ونکوور                                                                        |
| آلاسکا ایرلاینز                              | اوکلند، سن دیه‌گو، سان خوزه، سیاتل-تاکوما فصلی: تد استیونز انکوریج، بلینگهم، پورتلند |
| امریکن ایرلاینز                              | لس‌آنجلس، فینکس اسکای هاربر فصلی: دالاس-فورت ورث                                     |
| دلتا ایرلاینز                                | لس‌آنجلس، سیاتل-تاکوما                                                               |
| Hawaiian Airlines                            | بین الملی هونولولو، کاهولوی، لیهوئه، هانه‌دا فصلی: لس‌آنجلس، اوکلند                   |
| Island Air                                   | بین الملی هونولولو                                                                  |
| خطوط هوایی ژاپن                              | ناریتا (برقراری مجدد از ۱۵ سپتامبر ۲۰۱۷)                                            |
| Kona Shuttle اجرا توسط KaiserAir             | چارتر: اوکلند                                                                       |
| Mokulele Airlines                            | بین الملی هونولولو، کاهولوی، کاپالوا                                                |
| ʻOhana by Hawaiian اجرا توسط Empire Airlines | کاهولوی                                                                             |
| یونایتد ایرلاینز                             | دنور، لس‌آنجلس، سانفرانسیسکو                                                         |
| ویرجین آمریکا                                | سانفرانسیسکو (آغاز از ۱۴ دسامبر ۲۰۱۷)                                               |
| وست جت                                       | فصلی: ونکوور                                                                        |

### باری
| شرکت‌های هواپیمایی | مقصدهای پروازی                       |
| ----------------- | ------------------------------------ |
| Aloha Air Cargo   | هیلو، بین الملی هونولولو، کاهولوی    |
| کالیتا ایر        | بین الملی هونولولو                   |
| یوپی‌اس ایرلاینز   | بین الملی هونولولو، کاهولوی، انتاریو |